# Feindflug
Feindflug ist ein 1995 gegründetes Elektro-Projekt, das sich unter anderem durch die Provokation mittels Texten, Zitaten und Bildern aus der Zeit des Nationalsozialismus auszeichnet. Charakteristisch ist außerdem der völlige Verzicht auf Gesang. Stattdessen werden meist Sprachsamples verschiedener Herkunft verwendet, z. B. aus Filmen, Reportagen oder politischen Reden.

## Name und Kontroverse
Der heutige Name Feindflug war ursprünglich als Projektname gedacht. Man legte sich nicht auf diesen Bandnamen fest, um sich variabel in Hinblick auf eventuelle thematische Änderungen zu halten. Das Logo ist in einer amerikanischen Frakturschrift und nicht, wie oft behauptet, in deutscher Schrift geschrieben.
Feindflug war von Anfang an der Kritik ausgesetzt, den Nationalsozialismus zu verherrlichen. Klarstellungen, oft auch in Bezug zu aktuellen politischen Themen, erfolgten nur zögerlich und in Andeutungen, allerdings ist es laut eigener Aussage nicht die Aufgabe des Projektes den Hörern „das Denken abzunehmen“. Während Konzerten wird immer wieder der Spruch „Use your brain and think about it!“ eingeblendet, dieser ist ebenfalls in einigen Booklets von Feindflug-Veröffentlichungen zu finden.
Ein frühes Werk Feindflugs, die Maxi-CD I./ST.G.3 wurde im rechtsextremistischen „Verlag + Agentur Werner Symanek (VAWS)“ veröffentlicht. Laut Feindflug fand die Veröffentlichung wegen Problemen mit anderen Labels, welche Cover und Songtitel ändern wollten, in diesem Verlag statt, die Vorwürfe gegen den VAWS sollen zu diesem Zeitpunkt nicht bekannt gewesen sein. 2003 wurde die Maxi-CD unter dem Label „Black Rain“ mit dem Titel I./ST.G.3 [Phase 2] wiederveröffentlicht.

„Jede Form der Verherrlichung/Verharmlosung des Zweiten Weltkrieges widerspricht der Intention dieses Projektes. Es will vielmehr deutlich machen, dass gerade diese Epoche der Geschichte den Beginn einer neuen technologischen Kriegsführung darstellt, in der das Individuum zum millionenfachen Opfer wurde/wird.
Hier wird nicht mit irgendetwas kokettiert, sondern das Album des Projektes ist ein Zyklus zu Aufstieg/Motiven/Handlungen/Untergang der Nazis von 1933–1945. In diesem Sinne müssen auch Musik/Samples/Bilder/usw. unbedingt als thematische Symbiose betrachtet werden. Bezüge des Themas zum aktuellen Zeitgeschehen ergeben sich jeden Tag neu …
Das Projekt vertritt definitiv kein faschistoides Gedankengut! Oder würde es sonst Titel geben, wie „Stukas im Visier“ bzw. „Kahle Bedrohung“?! Die Mühe, auch mal etwas zu hinterfragen, muß man sich schon selbst machen …
Use your brain and think about it! Use your brain and think about it!“

Dies ist in Auszügen auch im Booklet des ersten und dritten Albums und der Live-DVD zu finden, auf den Alben Hirnschlacht und Volk Und Armee... befinden sich pro Veröffentlichung auf der Rückseite ein durchgestrichenes Hakenkreuz.

## Diskografie
| Jahr | Release                                                                              | Art der Erscheinung      | Label                |
| ---- | ------------------------------------------------------------------------------------ | ------------------------ | -------------------- |
| 1997 | Feindflug (10. August 1940) „Erste Version“ (limitiert auf 30 Stück)                 | CD-R                     | selbstveröffentlicht |
| 1997 | Feindflug (10. August 1940) „Zweite / Dritte Version“ (limitiert auf 30 / 100 Stück) | CD-R                     | selbstveröffentlicht |
| 1998 | I./St.G.3                                                                            | MCD                      | VAWS (204)           |
| 1999 | Feindflug „Feindflug [Vierte Version]“                                               | CD                       | Black Rain (BR 001)  |
| 1999 | Im Visier                                                                            | MCD                      | Black Rain (BR 003)  |
| 2000 | Sterbehilfe                                                                          | MCD                      | Black Rain (BR 008)  |
| 2002 | Hirnschlacht                                                                         | CD                       | Black Rain (BR 012)  |
| 2003 | I./St.G.3 [Phase 2]                                                                  | MCD                      | Black Rain (BR 016)  |
| 2004 | Kollaboration                                                                        | LP (Remix)               | Black Rain (BR 020)  |
| 2005 | Volk und Armee                                                                       | CD                       | Black Rain (BR 026)  |
| 2006 | We’ll F*** You Up! (feat. Supreme Court)                                             | Split                    | Black Rain (BR 031)  |
| 2006 | ...hinter feindlichen Linien                                                         | DVD                      | Black Rain (BR 034)  |
| 2009 | Feindflug „Feindflug [Dritte Version]“                                               | 12" Double Picture Vinyl | Black Rain (BR 060)  |